# Kenya zászlaja
Kenya zászlaja a kenyai nemzeti hagyományokra utal:
A fekete szín a népet, a vörös a függetlenségért vívott harcot, a zöld pedig a mezőgazdaságot szimbolizálja. A maszáj pajzs és a lándzsák azt jelképezik, hogy a nép készen áll szabadsága megvédésére.
1963. december 13-án vonták fel hivatalosan. A zászlóhoz igen nagymértékben hasonlít Dél-Szudán zászlaja.